# Zeitschrift für Ethnologie
Die Zeitschrift für Ethnologie ist die Zeitschrift zweier wissenschaftlicher Gesellschaften, der Deutschen Gesellschaft für Sozial- und Kulturanthropologie (DGSKA) und der Berliner Gesellschaft für Anthropologie, Ethnologie und Urgeschichte. Sie wurde 1869 von Adolf Bastian und Robert Hartmann gegründet.
Die älteren Ausgaben reflektieren nicht nur das Auf und Ab der deutschen Ethnologie, sondern sie sind auch ein Spiegel der internationalen Ethnologie. Wissenschaftler wie Franz Boas (19 Artikel), Bruno Gutmann, Carl Strehlow, Sture Lagercrantz, Leo Frobenius, Carl Meinhof, Günter Wagner, Wilhelm E. Mühlmann, Adolf Bastian, Georg Schweinfurth, Rudolf Virchow, Hermann Baumann, Robert H. Lowie, Felix von Luschan, Paul Radin, Richard Thurnwald haben hier veröffentlicht. Heute sind es an ausländischen Autoren Tim Ingold, Christopher Hann, Åke Hultkrautz, Alan Barnard, Monnie Adams und Douglas R. White.

## Herausgeber
Für die DGSKA ist seit 2018 Gabriele Alex (Tübingen) die Herausgeberin, für die BGAEU Alexis von Poser (Berlin) der Herausgeber.